# Bränngrund
Bränngrund är en hård och motståndskraftig etsningsgrund, framställd av harts, upplöst i olja.
Namnet kommer av att sedan vätskan anbringats på plåten, upphettas denna tills grunden antagit fast form och insvärtas därefter. Bränngrund användes mycket under 1600- och 1700-talen men har senare ersatts av mjukare grund. Även den senare använda hårdgrundsetsningen är betydligt mjukare.